# Wagotomia

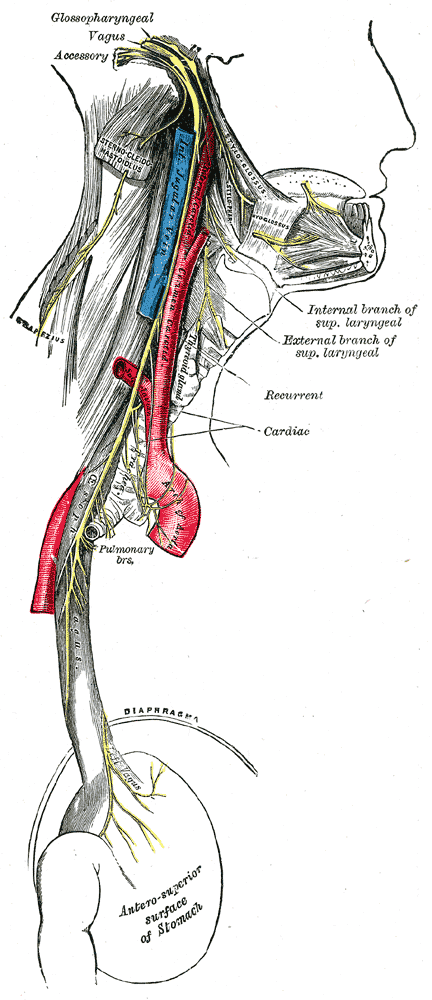
Przebieg i rozmieszczenie nerwów językowo-gardłowego, błędnego i dodatkowego.

Wagotomia – zabieg operacyjny polegający na przecięciu włókien nerwu błędnego, odpowiedzialnego za fazę nerwową wydzielania soku żołądkowego. Stosowany zazwyczaj w leczeniu chirurgicznym choroby wrzodowej dwunastnicy.

## Podział
Wyróżniamy trzy podstawowe typy wagotomii: 
- wagotomia całkowita
- wagotomia wybiórcza
- wagotomia wysoce selektywna.

### Wagotomia pniowa
Polega na przecięciu pni nerwów błędnych w okolicy przepony. Uzyskuje się przez to odnerwienie przywspółczulne żołądka wraz z wątrobą, trzustką, drogami żółciowymi i jelitami. Konieczne jest wykonanie pyloroplastyki np. sposobem Henekego i Mikulicza lub Finney'a.

### Wagotomia selektywna sp. Frankssona
Zabieg polegający na przecięciu gałęzi żołądkowych nerwu błędnego nerwów Latarjeta (przedniego (lewego) i tylnego (prawego)). Uzyskane odnerwienie ograniczone zostaje do całego żołądka. Konieczne wykonanie pyloroplastyki.

### Wagotomia wysoce selektywna
Przecięciu podlegają jedynie gałązki żołądkowe nerwu Latarjeta. Unerwienie tak zwanej kurzej stopki zostaje nienaruszone, co umożliwia zachowanie prawidłowej czynności motorycznej ścian żołądka. Zabieg ten, jako jedyny, nie wymaga przeprowadzenia dodatkowo pyloroplastyki, stosowanej w obydwu wcześniejszych ze względu na utrudnione opróżnianie się żołądka (wskutek upośledzonej funkcji perystaltycznej).

Przeczytaj ostrzeżenie dotyczące informacji medycznych i pokrewnych zamieszczonych w Wikipedii.